# Liste der Naturdenkmäler im Bezirk Murau
Die Liste der Naturdenkmäler im Bezirk Murau listet die als Naturdenkmal ausgewiesenen Objekte im Bezirk Murau im Bundesland Steiermark auf. Bei den Naturdenkmälern im Bezirk handelt es sich  um Bäume oder Baumgruppen, vier Naturdenkmäler sind geschützte Gewässerabschnitte oder Wasserfälle, ein Naturdenkmal ist eine Gletschermühle. Unter den Naturdenkmälern befinden sich vor allem heimische Baumarten, Sommer-Linden (Tilia platyphyllos), Lärchen (Larix decidua), Zirbelkiefern (Pinus cembra), Bergahorn (Acer pseudoplatanus), Berg-Ulmen (Ulmus glabra) und Rotbuchen (Fagus sylvatica). Die Gemeinde Krakau weist mit zehn Naturdenkmälern die höchste Anzahl an Naturdenkmälern auf.

## Naturdenkmäler
Die Vorsortierung der Tabelle ist alphabetisch nach Gemeindenamen und KG.
| Foto |                 | Name                                       | ID     | Standort                                                                                              | Beschreibung | Fläche  | Datum      |
| ---- | --------------- | ------------------------------------------ | ------ | --- | --- | ------- | ---------- |
| 1    | Datei hochladen | Wasserfall in der Künsten                  | 1034   | Krakau, Schöderberg 16, westlich KG: Krakaudorf GrStNr: 494, 693/15, 990. 1006/1 Standort             | → Hauptartikel : Günstner Wasserfall f1 | 1,95 ha | 20.01.1959 |
| 1    | Datei hochladen | Lärche (Larix decidua)                     | 1032   | Krakau KG: Krakauhintermühlen GrStNr: 1049/7 Standort                                                 | Lärche im Naturschutzgebiet 15 a Krakau-Schöder, im hinteren Rantental.                                                                                          | 151 m²  | 02.12.2009 |
| 1    | Datei hochladen | Lärche (Larix decidua)                     | 1033   | Krakau KG: Krakauhintermühlen GrStNr: 1049/8 Standort                                                 | Diese alte Lärche hatte im Jahre 2016 einen Umfang von 4 m in 1,5 m Höhe. Der Baum befindet sich etwa 100 m hinter der Ebenhandlhütte.                           | 244 m²  | 02.12.2009 |
| 1    | Datei hochladen | Zirbelkiefer (Pinus cembra)                | 1041   | Krakau, Krakauhintermühlen 65 KG: Krakauhintermühlen GrStNr: 856/1 Standort                           | Alte, schöne Zirbe beim Gebirgshof Salomon – Jesner, vom Blitz getroffen aber gesund.                                                                            | 43 m²   | 19.03.2012 |
| 1    | Datei hochladen | Lärche (Larix decidua)                     | 1042   | Krakau, Krakauhintermühlen 12 KG: Krakauhintermühlen GrStNr: 292 Standort                             | | 88 m²   | 19.03.2012 |
| 1    | Datei hochladen | Bergahorn (Acer pseudoplatanus)            | 1056   | Krakau KG: Krakauhintermühlen GrStNr: 58 Standort                                                     | | 194 m²  | 19.03.2012 |
| 1    | Datei hochladen | Bergahorn (Acer pseudoplatanus)            | 1063   | Krakau, Krakauhintermühlen 32a KG: Krakauhintermühlen Standort                                        | | 216 m²  | 01.03.2010 |
| 1    | Datei hochladen | Berg-Ulme (Ulmus glabra)                   | 1064   | Krakau, Krakauhintermühlen 42 KG: Krakauhintermühlen Standort                                         | | 246 m²  | 10.06.2010 |
| 1    | Datei hochladen | Bergahorn (Acer pseudoplatanus)            | 1065   | Krakau, Krakauhintermühlen 32, westlich KG: Krakauhintermühlen Standort                               | | 217 m²  | 19.03.2012 |
| 1    | Datei hochladen | Sommerlinde (Tilia platyphyllos)           | 1071   | Krakau, Krakauhintermühlen 34b KG: Krakauhintermühlen Standort                                        | | 90 m²   | 07.06.2010 |
| 1    | Datei hochladen | Lärche (Larix decidua)                     | 1561   | Mühlen, Mondorf 61, nördlich KG: Noreia GrStNr: 636 Standort                                          | | 118 m²  | 29.12.2011 |
| 1    | Datei hochladen | Linde (Tilia sp.)                          | 1039   | Mühlen, Sankt Veit in der Gegend 50 KG: St. Veit GrStNr: 82 Standort                                  | Die Linde hatte im Jahre 2017 einen Umfang von 6,2 m in 1,5 m Höhe.                                                                                              | 232 m²  | 25.08.2010 |
| 1    | Datei hochladen | Gemeine Föhre (Pinus silvestris)           | 1046   | Murau KG: Murau GrStNr: 164/2 Standort                                                                | | 58 m²   | 03.05.2010 |
| 1    | Datei hochladen | Sommerlinde (Tilia platyphyllos)           | 1066   | Neumarkt in der Steiermark, Mariahof 1 KG: Adendorf GrStNr: 760/1 Standort                            | | 239 m²  | 01.03.2010 |
| 1    | Datei hochladen | Sommerlinde (Tilia platyphyllos)           | 1036   | Neumarkt in der Steiermark, Mariahof 2 KG: Adendorf GrStNr: 760/1 Standort                            | | 335 m²  | 29.12.2011 |
| 1    | Datei hochladen | Sommerlinde (Tilia platyphyllos)           | 1049   | Neumarkt in der Steiermark KG: Adendorf Standort                                                      | | 280 m²  | 22.10.2011 |
| 1    | Datei hochladen | Linde                                      | 1040   | Neumarkt in der Steiermark, Sankt Marein bei Neumarkt 71 KG: St. Marein GrStNr: 1353 Standort         | Die Linde hatte 2015 einen Umfang von 8,60 m in Brusthöhe. In Anbetracht des Standorts auf einer Seehöhe von über 1050 m beträgt ihr Alter mindestens 700 Jahre. | 409 m²  | 08.03.2010 |
| 1    | Datei hochladen | Baumgruppe Ertl (2 Sommerlinden, 2 Eschen) | 1077   | Neumarkt in der Steiermark KG: Zeutschach Standort                                                    | Anmerkung: 2017 sind es nur mehr drei Bäume, die große Linde links existiert nicht mehr.                                                                         | 403 m²  | 07.01.2010 |
| 1    | Datei hochladen | Zirbelkiefer (Pinus cembra)                | 1030   | Oberwölz, Hinterburg KG: Hinterburg GrStNr: 320 Standort                                              | | 103 m²  | 20.10.2010 |
| 1    | Datei hochladen | Sommerlinde (Tilia platyphyllos)           | 1029   | Oberwölz, Bromachweg KG: Raiming GrStNr: 974 Standort                                                 | | 225 m²  | 25.01.2011 |
| 1    | Datei hochladen | Fischsee-Wasserfall                        | 1028   | Oberwölz KG: Schöttl GrStNr: 14/1 Standort                                                            | | 2,05 ha | 07.01.2010 |
| 1    | Datei hochladen | Sommerlinde (Tilia platyphyllos)           | 1057   | Ranten, Ranten 10 KG: Ranten GrStNr: 416/1 Standort                                                   | | 200 m²  | 19.08.2011 |
| 1    | Datei hochladen | Sommerlinde (Tilia platyphyllos)           | 1058   | Ranten, Ranten 10 KG: Ranten GrStNr: 416/1 Standort                                                   | | 125 m²  | 19.08.2011 |
| 1    | Datei hochladen | Sommerlinde (Tilia platyphyllos)           | 1074   | Sankt Georgen am Kreischberg KG: Bodendorf GrStNr: 671 Standort                                       | Wunderschöne 15-stämmige Linde neben der Haslerhube | 407 m²  | 04.01.2010 |
| 1    | Datei hochladen | Sommerlinde (Tilia platyphyllos)           | 1031   | Sankt Georgen am Kreischberg, St. Georgen ob Murau 2 KG: St. Georgen ob Murau GrStNr: 884/10 Standort | | 75 m²   | 25.01.2011 |
| 1    | Datei hochladen | Sommerlinde (Tilia platyphyllos)           | 1062   | Sankt Georgen am Kreischberg, St. Lorenzen 8 KG: St. Lorenzen GrStNr: 978/6 Standort                  | | 181 m²  | 29.12.2011 |
| 1    | Datei hochladen | Sommerlinde (Tilia platyphyllos)           | 1047   | Sankt Lambrecht, Hinterbach KG: St. Blasen GrStNr: 1116/1 Standort                                    | | 196 m²  | 26.02.2010 |
| 1    | Datei hochladen | Sommerlinde (Tilia platyphyllos)           | 1048   | Sankt Lambrecht, Hinterbach KG: St. Blasen GrStNr: 1116/1 Standort                                    | | 148 m²  | 07.01.2010 |
| 1    | Datei hochladen | Buche (Rotbuche, Fagus sylvatica)          | 1067   | Sankt Lambrecht KG: St. Blasen GrStNr: 42/2 Standort                                                  | Ursprünglich waren an diesem Ort drei Buchen als Naturdenkmäler geschützt. Die dritte Buche existiert noch, leidet aber an schwerem Pilzbefall.                  | 459 m²  | 28.04.2010 |
| 1    | Datei hochladen | Buche (Rotbuche, Fagus sylvatica)          | 1068   | Sankt Lambrecht KG: St. Blasen GrStNr: 42/2 Standort                                                  | | 386 m²  | 28.04.2010 |
| 1    | Datei hochladen | Klamm St. Lambrecht                        | 1052   | Sankt Lambrecht KG: St. Lambrecht GrStNr: 445/1, u. a. Standort                                       | | 1,62 ha | 08.03.2010 |
| 1    | Datei hochladen | Sommerlinde (Tilia platyphyllos)           | 1044   | Sankt Lambrecht, Spitalberg 23 KG: St. Lambrecht Standort                                             | Die Linde hatte im Jahre 2016 einen Umfang von 6,40 m in 1,5 m Höhe gemessen.                                                                                    | 156 m²  | 19.03.2012 |
| 1    | Datei hochladen | Bergulme (Ulmus glabra)                    | 1481   | St. Peter am Kammersberg KG: Mitterdorf GrStNr: 578 Standort                                          | | 189 m²  | 27.07.2005 |
| 1    | Datei hochladen | 2 Sommerlinden (Tilia platyphyllos)        | 1075   | Scheifling, Sankt Lorenzen bei Scheifling 32 KG: St. Lorenzen GrStNr: 460 Standort                    | | 126 m²  | 10.01.1990 |
| 1    | Datei hochladen | Sommerlinde (Tilia platyphyllos)           | 1060   | Schöder, Schöder 26 GrStNr: Schöder Standort                                                          | | 108 m²  | 19.08.2011 |
| 1    | Datei hochladen | Gletschermühle                             | 1035   | Stadl-Predlitz KG: Predlitz GrStNr: 1413/1 Standort                                                   | | 0,33 ha | 29.12.2011 |
| 1    | Datei hochladen | Klamm (Turrachbach-Klause)                 | 1038   | Stadl-Predlitz KG: Predlitz GrStNr: 1500. etc. Standort                                               | | 0,89 ha | 08.03.2010 |
| 0 BW | Datei hochladen | Zirbelkiefer (Pinus cembra)                | 1054   | Stadl-Predlitz KG: Stadl GrStNr: 375/1 Standort                                                       | | 160 m²  | 29.11.2012 |
| 1    | Datei hochladen | Buche (Rotbuche, Fagus sylvatica)          | 1070   | Stadl-Predlitz KG: Stadl GrStNr: 1609 Standort                                                        | Alte Buche mitten in der Fichtenmonokultur des Schwarzenbergschen Forstes bei Stadl. Leider ist einer der beiden Stämme umgefallen.                              | 185 m²  | 28.01.2011 |
| 1    | Datei hochladen | Nussbaum (Juglans regia)                   | 1059   | Teufenbach-Katsch KG: Frojach GrStNr: 877 Standort                                                    | | 363 m²  | 27.12.2011 |
| 1    | Datei hochladen | Stieleiche (Quercus robur)                 | 267601 | St. Peter am Kammersberg KG: St. Peter GrStNr: 188 Standort                                           | | 141 m²  | 02.12.2022 |
| 1    | Datei hochladen | Stieleiche (Quercus robur)                 | 268314 | Scheifling KG: St. Lorenzen GrStNr: 223/4 Standort                                                    | | 516 m²  | 20.10.2023 |

## Ehemalige Naturdenkmäler
| Foto |                 | Name                             | ID   | Standort                                                                                         | Beschreibung | Fläche | Datum      |
| ---- | --------------- | -------------------------------- | ---- | ------------------------------------------------------------------------------------------------ | --- | ------ | ---------- |
| 1    | Datei hochladen | Baumensemble um Villa            | 1482 | Neumarkt in der Steiermark, Sankt Georgen bei Neumarkt 92 KG: St. Georgen GrStNr: 859/4 Standort | Anmerkung: Die Baumgruppe existierte im Jahr 2017 noch, ist im GIS nicht mehr als ND verzeichnet.                         | 340 m² | 27.07.2005 |
| 1    | Datei hochladen | Sommerlinde (Tilia platyphyllos) | 1076 | Neumarkt in der Steiermark, bei Zeutschach 10 KG: Zeutschach GrStNr: .16; 230; 538/1 Standort    | Die Linde existierte 2017 nicht mehr, nach Aussage von Dorfbewohnern ist sie im Juli 2016 einem Sturm zum Opfer gefallen. | 89 m²  | 14.12.2009 |
| 1    | Datei hochladen | Sommerlinde (Tilia platyphyllos) | 1027 | Niederwölz, Niederwölz 44 KG: Niederwölz GrStNr: 462 Standort                                    | Der Baum wurde vom Blitz getroffen und entfernt.Anmerkung: 1027 ist im GIS nicht mehr als ND verzeichnet.                 | 351 m² | 16.12.2010 |
| 1    | Datei hochladen | Sommerlinde (Tilia platyphyllos) | 1037 | Murau, Laßnitzbach 7 KG: Egidi GrStNr: 268/2 Standort                                            | Der Baum hatte im Jahre 2016 einen Umfang von 6 m in 1,5 m Höhe.                                                          | 280 m² | 22.10.2011 |
| 1    | Datei hochladen | Berg-Ulme (Ulmus glabra)         | 1072 | Neumarkt in der Steiermark, Kulm am Zirbitz 24 KG: Kulm GrStNr: .10/3 Standort                   | | 446 m² | 04.01.2010 |

| Foto:                    | Fotografie des Naturdenkmals. Klicken des Fotos erzeugt eine vergrößerte Ansicht. Daneben finden sich zwei Symbole: \| Weitere Bilder vorhanden \| Das Symbol bedeutet, dass weitere Fotos des Objekts verfügbar sind. Durch Klicken des Symbols werden sie angezeigt. \| \| Eigenes Foto hochladen \| Durch Klicken des Symbols können weitere Fotos des Objekts in das Medienarchiv Wikimedia Commons hochgeladen werden. \| |
| Name:                    | Bezeichnung des Naturdenkmals laut offiziellen Quellen |
| ID                       | Identifikator |
| Standort:                | Es ist die Gemeinde und falls vorhanden die Adresse angegeben. Darunter sind die Katastralgemeinde (KG) und die Grundstücksnummer angeführt. Durch Aufruf des Links Standort wird die Lage des Denkmals in verschiedenen Kartenprojekten angezeigt. |
| Beschreibung             | Kurze Beschreibung des Naturdenkmals |
| Fläche                   | Fläche des Naturdenkmals in Hektar (ha) |
| Datum                    | Datum oder Jahr der Unterschutzstellung |
| Weitere Bilder vorhanden | Das Symbol bedeutet, dass weitere Fotos des Objekts verfügbar sind. Durch Klicken des Symbols werden sie angezeigt. |
| Eigenes Foto hochladen   | Durch Klicken des Symbols können weitere Fotos des Objekts in das Medienarchiv Wikimedia Commons hochgeladen werden. |